# Strmec Bukevski
Strmec Bukevski – wieś w Chorwacji, w żupanii zagrzebskiej, w mieście Velika Gorica. W 2011 roku liczyła 366 mieszkańców.